# Neutz-Lettewitz
Neutz-Lettewitz là một đô thị thuộc huyện Saalekreis, bang Saxony-Anhalt, Đức.